# أونياكا أوكنغوي
أونياكا أوكنغوي (بالإنجليزية: Onyeka Okongwu) هو لاعب كرة سلة أمريكي يلعب في مركز لاعب هجوم قوي الجسم أو لاعب وسط في نادي أتلانتا هوكس.

## روابط خارجية
- أونياكا أوكنغوي على موقع إن بي أي (الإنجليزية)
- أونياكا أوكنغوي على موقع سبورتس رفرنس (الإنجليزية)
- أونياكا أوكنغوي على موقع كرة السلة الأوروبية.كوم (الإنجليزية)
- أونياكا أوكنغوي على موقع إي إس بي إن.كوم (الإنجليزية)
- أونياكا أوكنغوي على موقع كلية كرة السلة في سبورتس رفرنس.كوم (الإنجليزية)
- أونياكا أوكنغوي على موقع ريلجم (الإنجليزية)
- أونياكا أوكنغوي على موقع بروبوليرز (الإنجليزية)
- أونياكا أوكنغوي على موقع سبورتس رفرنس (الإنجليزية)